# Papež Pashal I.
Pashal I., papež Rimskokatoliške cerkve in svetnik; * okrog 775 Rim (Papeška država, Frankovsko kraljestvo); † 11. februar 824 Rim ( Papeška država, Italija, Sveto rimsko cesarstvo).

## Življenjepis
Pontifex, čigar podoba krasi še danes tako značilno zidove rimskih cerkva, je bil v svojem času pomembna osebnost tako po svojem značaju kot po svojih delih. »Liber Pontificalis« omenja, da se je mladi  Rimljan sin Bonoza (Bonosus) in Teodore (Theodora) posvetil svetemu študiju v šoli v Lateranski palači in je postal izvedenec ne le v cerkveni glasbi, ampak je še prav posebej preučeval tako staro kot novo zavezo svetega pisma. Zaradi krepostnega življenja je bil posvečen v duhovnika. Med krepostmi smemo posebej poudariti njegovo pobožnost, zmernost, vedrino, zgovornost, gostoljubnost, ljubezen do revežev, zlasti pa še njegovo izredno ljubezen do najbolj potrebnih. Odkupil je mnogo nesrečnikov, ki so jih ugrabili saracenski morski razbojniki in jih vrnil v njihovo domovino. Bil je v dobrih odnosih z mnogimi pobožnimi menihi. Zato ga je Leon III postavil za predstojnika samostana Svetega Štefana Prvomučenca blizu Svetega Petra, kjer je gostoljubno sprejemal številne romarje. Ker je bil tako vsesplošno priljubljen, so ga 25. januarja 817 enoglasno izvolili za papeža brez vladarjeve privolitve.

### Dela
Pashal je zbral mnogo relikvij mučencev; obnovil je veliko cerkva in jih na novo okrasil z mozaiki. 
»Liber Pontificalis« mu pripisuje tudi več čudežev.

## Smrt in češčenje
Pashal je umrl v Rimu 11. februarja 824. Pripadniki frankovske  stranke so preprečili, da bi ga pokopali v Baziliki svetega Petra v Vatikanu. Zato je bil pokopan najprej v Baziliki svete Prakside v Rimu, kjer je tudi mozaik z njegovim likom; to cerkev je namreč on na novo pozidal in okrasil z mozaiki, ki jih lahko še danes občudujemo. :
Njegov god je v katoliški Cerkvi 11. februarja; pred koncilsko koledarsko reformo je bil njegov god 14. maja.